# Yeswecan!cer

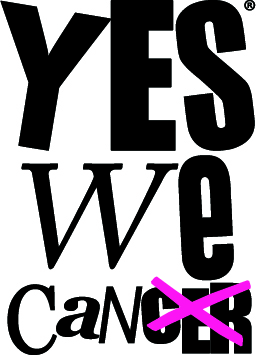
Logo der digitalen Selbsthilfegruppe yeswecan!cer

yeswecan!cer ist eine 2018 gegründete digitale Selbsthilfeorganisation aus Berlin, die von der gemeinnützigen GmbH yeswecan!cer betrieben wird.
Die Plattform hat sich darauf spezialisiert, Krebspatienten und deren Angehörige zu unterstützen. Die Hauptziele der Organisation sind es, Informationen und Ressourcen bereitzustellen, um die Lebensqualität von Krebspatienten zu verbessern und sie bei ihrem Kampf gegen die Krankheit zu unterstützen. Der Stiftungszweck von yeswecan!cer ist die YES!APP, die kostenlos zur Verfügung gestellt wird und den Nutzern Zugang zu wichtigen Informationen, Ratschlägen und Unterstützung bietet. Zudem werden zahlreiche öffentlichkeitswirksame Aktionen und Veranstaltungen realisiert. Die Initiative nutzt dazu die Möglichkeiten der Digitalisierung und der sozialen Medien. Außerdem tritt yeswecan!cer dafür ein, die Patientenrechte im Bereich der Datennutzung zu stärken.
Seit 2020 veranstaltet yeswecan!cer erfolgreich die YES!CON, eine jährliche Krebskonvention, die bereits zum fünften Mal Anfang Mai 2024 stattfand.
Die Idee zu yeswecancer stammt vom TV-Produzenten und Unternehmer Jörg A. Hoppe. Seit Mai 2023 wird die Organisation von Simone Adelsbach als CEO geleitet.
Für die fachliche Expertise gibt es bei yeswecan!cer einen medizinischen Beirat, der unter dem Namen Mediacal Advisory Board betrieben wird. Die im Beirat tätigen Onkologen unterstützen und beraten in der YES!APP und auf der YES!CON. Mitglieder des Beirates sind Anke Diehl, Ingo Froböse, Frank A. Giordano, Martin Glas, Winfried Hardinghaus, Negin Karimian, Marion Kiechle, Sherko Kümmel, Philipp Lenz, David Matusiewicz, Markus Müschenich, Dietger Niederwieser, Adak Pirmorady-Sehouli, Jalid Sehouli, Thorsten Schlomm, Guido Schumacher, Georg Seifert, Christian Weissenberger, Jochen Werner, Philipp Wiggermann, Jan Witte und Jürgen Wolf.
Das Sounding Board ist ein Kuratorium, das yeswecan!cer nahestehenden Experten einen institutionellen Rahmen gibt. Aktuell besteht das Soundingboard aus sechs Personen: Julia Becker, Till Behnke, Friedrich von Bohlen, Stefanie Giesinger, Manuela Schwesig, Joko Winterscheidt, Stefanie Stahl und Niels Reith.